# Gastrochilus sororius
Gastrochilus sororius — эпифитное травянистое растение семейства Орхидные.
Вид не имеет устоявшегося русского названия, в русскоязычных источниках обычно используется научное название Gastrochilus sororius.

## Биологическое описание
Миниатюрный эпифит. Цветки мелкие, чуть более одного сантиметра в длину.

## Ареал
Борнео, Ява, Суматра и Сулавеси
В природе редок.
Произрастает в лесах на возвышенностях ниже 1550 метров над уровнем моря.
Относится к числу охраняемых видов (II приложение CITES).

## В культуре
Растение необходимо содержать влажным круглый год.
Наиболее предпочтительна посадка на блок.
В культуре зацветает в любое время года. 
 Свет: слабый; 5000—15000 люкс.
Температурная группа: от тёплой до умеренной.